# 伊藤宏 (技術者)
伊藤宏（いとう ひろし、1925年5月4日 - 2002年5月4日）は日本の技術者。元キヤノン常務取締役。

## 人物
愛知県名古屋市出身。航空機体設計を志したが大学1年の時第二次世界大戦が終わり、連合国軍最高司令官総司令部の命令で教室が解体されたため専攻を物理工学に変更、1948年春大学卒業と同時に先輩の薦めに従いキヤノンカメラ（現キヤノン）に就職した。
当時キヤノンは日本光学工業（現ニコン）から技術者を引き抜いて、ドイツ製品をコピーしていたが、後発のキヤノンが同じことをしても追いつけないと考え、ルートヴィッヒ・ベルテレなどドイツの技術者による特許公報を入手して勉強した。
開放時にフレアが発生しがちと言われていた大口径ガウスタイプの弱点を、収差論を合理的に活用した独自の解析によって克服し、ゾナー50mmF2に匹敵するコマ収差除去を実現したキヤノン50mmF1.8や、当時F5.6〜F8程度が当然であった28mm広角レンズで世界最高速となったキヤノン28mmF3.5をはじめ多くの名作レンズを世に送り出し、レンズの大口径化を促進した。キヤノン50mmF1.8のコマ収差除去の業績に関して、1980年紫綬褒章受章。
その後カメラ設計に移り、近代的システムエンジニアリングの手法をカメラ設計に導入した最初の例と言われているキヤノン F-1のプロジェクトリーダーを務めた。
また、1962年には自らが中心となって電子回路計算機の開発に着手し、翌年（1963年）に試作機を完成させた。
数々のプロジェクトを成功させた功績を評価されて常務に昇進し、放送局用のズームレンズなどを開発する特機部担当となったが、任期途中で解任された。採算を向上するため開発者を減らし、ライバルであった富士写真光機に追い抜かれたことで会社の上層部と激論となったためとも言われる。
その後キヤノン社内に新設された未来工学研究所に転属し、1986年定年退職。
日本貝類学会役員、東京貝類同好会名誉会長を務めた貝類収集家としても知られた。
2002年5月4日、肺炎により死去した。

## 脚註
1. ↑  『現代物故者事典2000～2002』（日外アソシエーツ、2003年）p.64
2. ↑  Canon pocket calculator (Canon) 電卓博物館